# 汉尼斯·阿尔文
漢尼斯·奧洛夫·哥斯達·阿爾文（瑞典語：Hannes Olof Gösta Alfvén，1908年5月30日—1995年4月2日），瑞典等离子体物理学家、天文学家，致力于磁流体动力学领域的研究，其成果被广泛应用天体物理学、地质学等学科。1970年诺贝尔物理学奖得主。初時為工程師，後來轉為研究及教授等離子學及電子工程。

## 生平
阿尔文1908年出生于瑞典的北雪平，1926年进入乌普萨拉大学就读，1934年获得该校博士学位。而后阿尔文在乌普萨拉大学和斯德哥尔摩的诺贝尔物理学院教授物理学课程，1940年起担任斯德哥尔摩皇家理工学院教授。1967年，阿尔文移居美国，在加州大學聖地牙哥分校和南加州大学执教。1991年退休，退休时是加利福尼亚大学圣迭哥分校的电机工程教授和皇家工学院的等离子体物理教授。退休后来往于加利福尼亚州和瑞典之间。1995年逝世，终年87岁。
阿尔文最初从事电学仪器的理论和实验工作，1930年代后期开始研究宇宙尺度上的电场和电流系统，以及宇宙线的起源问题。1940年代末，阿尔文开始将磁流体动力学应用于天体物理学，研究了太阳黑子、天体磁场起源、行星际等离子体的性质，提出了等离子体宇宙学，并且倡导太阳系起源于电磁作用的学说。

## 个人生活
阿尔文性格幽默，兴趣广泛，参加过包括国际裁军运动在内的众多社会活动。他还在科学史、东方哲学、宗教方面有一定研究，并且通晓瑞典语、英语、德语、法语、俄语，还会讲一些西班牙语和汉语。阿尔文和他的妻子柯尔斯顿（Kirsten）生育了1个儿子4个女儿，儿子成为医生，一个女儿成为作家，一个女儿成为律师。

## 荣誉
为纪念他，第1778号小行星被命名为“阿尔文”。

## 主要著作
- 《宇宙电动力学》
- 《太阳系的结构和演化史》（与阿亨尼斯合著）
- 《太阳系的演化》（与阿亨尼斯合著）

## 参阅
- 阿尔文学说
- 阿尔文波